# Quận Kenton, Kentucky
Quận Kenton là một quận thuộc tiểu bang Kentucky, Hoa Kỳ.
Quận này được đặt tên theo Simon Kenton (1755–1836). Theo điều tra dân số của Cục điều tra dân số Hoa Kỳ năm 2000, quận có dân số 151.464 người. Quận lỵ đóng ở Covington, và Independence.

## Địa lý
Theo Cục điều tra dân số Hoa Kỳ, quận có diện tích 425 km2, trong đó có 5 km2 là diện tích mặt nước.

## Thông tin nhân khẩu
Theo điều tra dân số 2 năm 2000 của Cục điều tra dân số Hoa Kỳ, quận đã có dân số có 151.464 người, 59.444 hộ gia đình, và 39.470 gia đình sống trong quận hạt. Mật độ dân số là 935 trên một dặm vuông (361 / km2). Có 63.571 đơn vị nhà ở với mật độ trung bình là 392 trên một dặm vuông (151 / km2). Cơ cấu chủng tộc của dân cư sinh sống trong quận này bao gồm 93,99% người da trắng, 3,84% da đen hay Mỹ gốc Phi, 0,15% người Mỹ bản xứ, 0,59% châu Á, Thái Bình Dương 0,03%, 0,41% từ các chủng tộc khác, và 1,00% từ hai hoặc nhiều chủng tộc. 1,10% dân số gốc Tây Ban Nha hay châu Mỹ La Tinh thuộc bất kỳ chủng tộc nào.
Có 59.444 hộ, trong đó 33,40% có trẻ em dưới 18 tuổi sống chung với họ, 50,10% là đôi vợ chồng sống với nhau, 12,10% có nữ hộ và không có chồng, và 33,60% là không lập gia đình. 27,80% hộ gia đình đã được tạo ra từ các cá nhân và 9,00% có người sống một mình 65 tuổi hoặc lớn tuổi hơn. Cỡ hộ trung bình là 2,52 và cỡ gia đình trung bình là 3,11.
Sự phân bố tuổi là 26,30% dưới 18 tuổi, 9,20% 18-24, 31,90% 25-44, 21,40% từ 45 đến 64, và 11,10% người 65 tuổi trở lên. Độ tuổi trung bình là 34 năm. Đối với mỗi 100 nữ có 96,20 nam giới. Đối với mỗi 100 nữ 18 tuổi trở lên, đã có 91,90 nam giới.
Thu nhập trung bình cho một hộ gia đình trong quận đã đạt mức USD 43.906, và thu nhập trung bình cho một gia đình là USD 52.953. Phái nam có thu nhập trung bình USD 37.845 so với 27.253 USD của phái nữ. Thu nhập bình quân đầu người của dân cư quận là 22.085 USD. Có 7,10% gia đình và 9,00% dân số sống dưới mức nghèo khổ, bao gồm 12,00% những người dưới 18 tuổi và 7,70% của những người 65 tuổi hoặc hơn.